# Попов, Стоян
Стоян Попов (21 октября 1933, с. Момина-Цырква — 23 марта 2017, София) — болгарский оперный певец, баритон. Народный артист НРБ (1978), лауреат Димитровской премии (1980).

## Биография
Родился в селе Момина-Църква Бургасской области, в семье священника. После сельской прогимназии учился в гимназии в Бургасе. Из-за социального происхождения срочную службу в армии проходил в строительных (тогда — трудовых) войсках. Участвовал в художественной самодеятельности и был замечен руководителем Ансамбля строительных войск К. Киркоровым. В составе Ансамбля впервые вышел на сцену в 1954 году.
Демобилизовавшись в 1956, вернулся в Бургас и поступил в хор самодеятельного оперного коллектива. Дебютировал в небольшой роли доктора Гренвиля («Травиата» Дж. Верди), за ней последовали ещё несколько ролей. В 1958 Попов отправился в Софию, чтобы продолжить музыкальное развитие.
Окончил Болгарскую государственную консерваторию в 1964 году в классе Христо Брымбарова. В 1962 году, будучи студентом, завоевал первую премию и золотую педаль на VIII Всемирном фестивале молодёжи и студентов в Хельсинки.
После Академии в Бургасской опере исполнял ведущие партии, гастролировал в Польше и на Кубе. По рекомендации дирижёра Р. Райчева приглашён в Софийскую оперу. Дебютировал на столичной сцене 27 декабря 1967 в роли Набукко. Служил в Софийской опере до конца певческой карьеры в 1998 году, выезжал с театром на гастроли за рубеж.
Был депутатом Великого народного собрания в 1990—1991 годах.
Умер 23 марта 2017 года в Софии, после длительной болезни.

## Творчество
В репертуаре титульные роли в операх Дж. Верди Набукко, Риголетто, Макбет и Фальстаф, разноплановые вердиевские персонажи Жорж Жермон («Травиата»), Граф ди Луна («Трубадур»), Амонасро («Аида»), Яго («Отелло»); Скарпиа («Тоска» Дж. Пуччини), Эскамильо и Зурга («Кармен» и «Искатели жемчуга» Ж. Бизе), Фигаро («Свадьба Фигаро» В. А. Моцарта), Дон Бартоло («Севильский цирюльник» Дж. Россини), царь Борис и Шакловитый («Борис Годунов» и «Хованщина» М. П. Мусоргского), Галицкий («Князь Игорь» А. П. Бородина), Алеко и Демон в одноимённых операх С. В. Рахманинова и А. Г. Рубинштейна. Болгарская опера обогатила репертуар ролями Ивана Шишмана («Мария Десислава» П. Хаджиева), царя Калояна («Царь Калоян» П. Владигерова), Сыбо («Момчил» Л. Пипкова), хана Крума («Хан Крум-светлейший» А. Йосифова), Димитра («Захарий Зограф» М. Големинова)..
Получал восторженные отзывы от критиков разных стран, его называли «болгарским Тито Гоби». Голос Попова отличался красивым тембром, объёмом и мощью. Исполнял партии эмоционально. На сцене естественно держался с партнёрами и смотрелся представительно.

## Семья
Жена Сийка Попова была учительницей. Дочь Светлана — музыкальный редактор радиостанции «Христо Ботев». Сын Стефан — баритон, поёт в Бухарестской опере.

## Награды
Источники:
- Заслуженный артист НРБ (1972);
- Народный артист НРБ (1978);
- Димитровская премия (1980);
- Почётное звание «Карммерзенгер» в Австрии (1982);
- Орден Народной Республики Болгария (1983);
- Премия «Золотая лира» Союза музыкальных деятелей Болгарии (1989);
- Премия «Золотое перо» радио «Класик ФМ» (1999);
- Орден «Стара-планина» II степени (2004);
- Премия «Золотой век» Министерства культуры (2006);
- Премия «Золотая муза» (2010);
- Почётный гражданин Гаваны (1966), почётный гражданин Бургаса и Врацы (1989).